# 송영아
송영아(1996년 10월 16일 ~ )은 대한민국의 모델이자 배우다.

## 드라마
- 2019년 ~ 2020년 JTBC 월화드라마 《검사내전》
- 2019년 ~ 2020년 TV CHOSUN 주말드라마 《간택 - 여인들의 전쟁》
- 2020년 MBC 수목드라마 《꼰대인턴》
- 2020년 MBC 월화드라마 《저녁 같이 드실래요?》
- 2020년 ~ 2021년 문화방송 일일드라마 《찬란한 내 인생》
- 2020년 ~ 2021년 KBS2 월화드라마 《암행어사: 조선비밀수사단》
- 2021년 tvN 주말드라마 《마인:MINE》
- 2022년 tvN 주말드라마 《슈룹》
- 2023년 JTBC 주말드라마 《닥터 차정숙》
- 2023년 KBS1 일일드라마 《우당탕탕 패밀리》 ... 이윤아 역
- 2023년 문화방송 수요드라마 《오늘도 사랑스럽개》 ... 천송이 역
- 2023년 TV CHOSUN 주말드라마 《나의 해피엔드》 ... 유치원 선생님 역 (2회, 5회 ~ 6회 특별출연)